# 시그마 스포츠
시그마 스포츠(Sigma Sport)는 독일의 전자 스포츠 장비 제조 기업이다.